# William Walker (Radsportler)
William Walker (* 31. Oktober 1985 in Subiaco, Australien) ist ein ehemaliger australischer Radrennfahrer.

## Sportlicher Werdegang
William Walker fuhr ab 2005 beim Rabobank Continental Team. Vorher konnte er bereits im Alter von 18 Jahren eine Etappe bei der Herald Sun Tour gewinnen. In der Saison 2005 wurde er Zweiter in der Gesamtwertung der UCI Oceania Tour hinter Robert McLachlan.
Bei den Straßen-Radweltmeisterschaften 2005 in Madrid gewann Walker die Silbermedaille im U23-Rennen. Zu Beginn der Saison 2006 gewann er das Rennen zur australischen Straßen-Radmeisterschaft, erhielt jedoch nur den Meistertitel der U23-Klasse, da er noch zu jung war. Nach einem vierten Platz bei der folgenden Tour Down Under sicherte er sich den ersten Platz in der Gesamtwertung der UCI Oceania Tour 2006. Aus dieser Wertung wurde er aber später rausgenommen, da er zu dem ProTeam von Rabobank wechselte.
Auf Grund eines Herzleidens musste er seine Karriere am 30. April 2009 beenden, nachdem er fünf Operationen überstanden hatte. 2012 startete er ein Comeback. Im Januar 2014 bestritt im Januar die nationale Radsportmeisterschaft und fühlte sich während des Rennens als ob er „sterben würde“. Daraufhin beendete er seine Radsportlaufbahn endgültig und nahm eine Arbeitsstelle bei einem medizinischen Forschungsinstitut in Melbourne an.

## Erfolge
2003
- Giro di Basilicata (Junioren)
- eine Etappe Bay Cycling Classic

2004
- Melbourne to Warrnambool Cycling Classic
- eine Etappe Herald Sun Tour
- Circuito Montañés

2005
- U23-Weltmeisterschaft – Straßenrennen

2006
- Australischer Meister – Straßenrennen (U23)

2007
- Bergwertung Sachsen-Tour

## Teams
- 2005 Rabobank Continental
- 2006 Rabobank Continental (bis 30. Juni)
- 2006 Rabobank (ab 1. Juli)
- 2007 Rabobank
- 2008 Rabobank
- 2009 Fuji-Servetto (bis 30. April)
- 2012 Drapac Cycling (ab 1. Februar)
- 2013 Drapac Cycling
- 2014 Synergy Baku Cycling Project (bis 18. Februar)